# Újezd u Plánice
Obec Újezd u Plánice (do roku 1948 Újezd, německy Aujest, zastarale Augezd) se nachází v okrese Klatovy, kraj Plzeňský. Žije zde 126 obyvatel.

## Historie
První písemná zmínka o obci pochází z roku 1551.

## Obecní správa
Od roku 1961 do 31. prosince 1975 k obci patřilo Mlýnské Struhadlo.

## Galerie

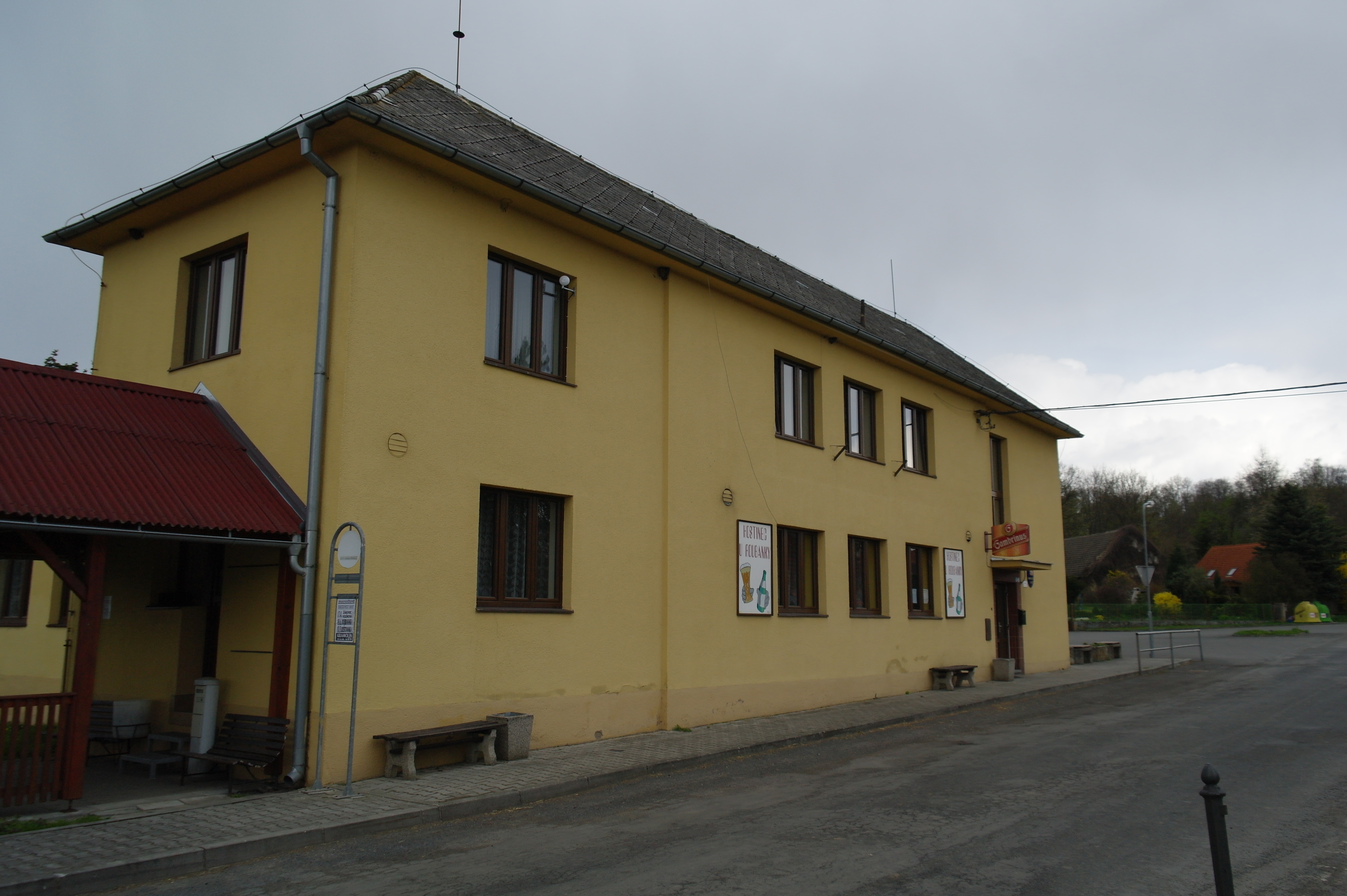
Hostinec u Roubanky
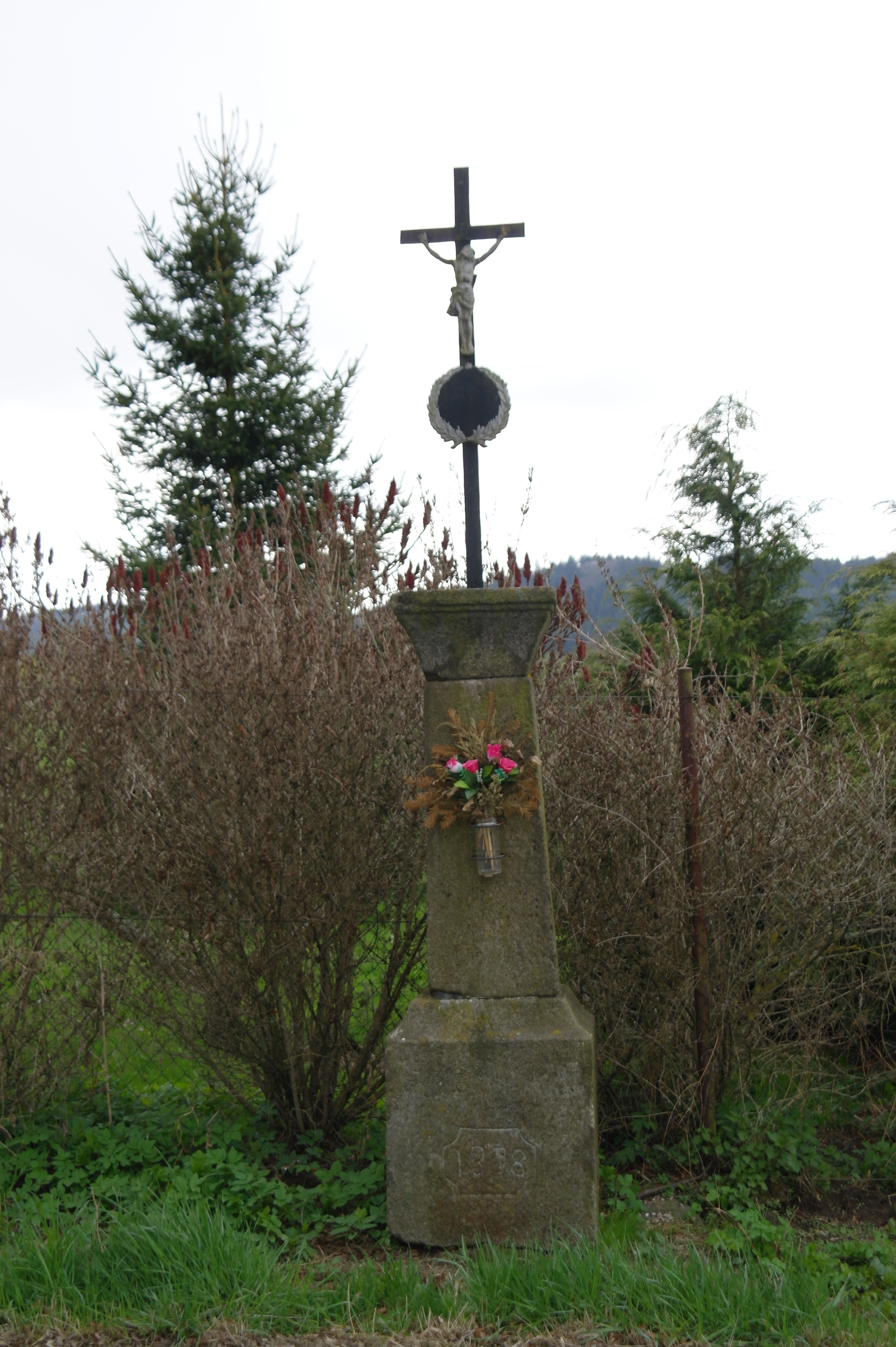
Kříž
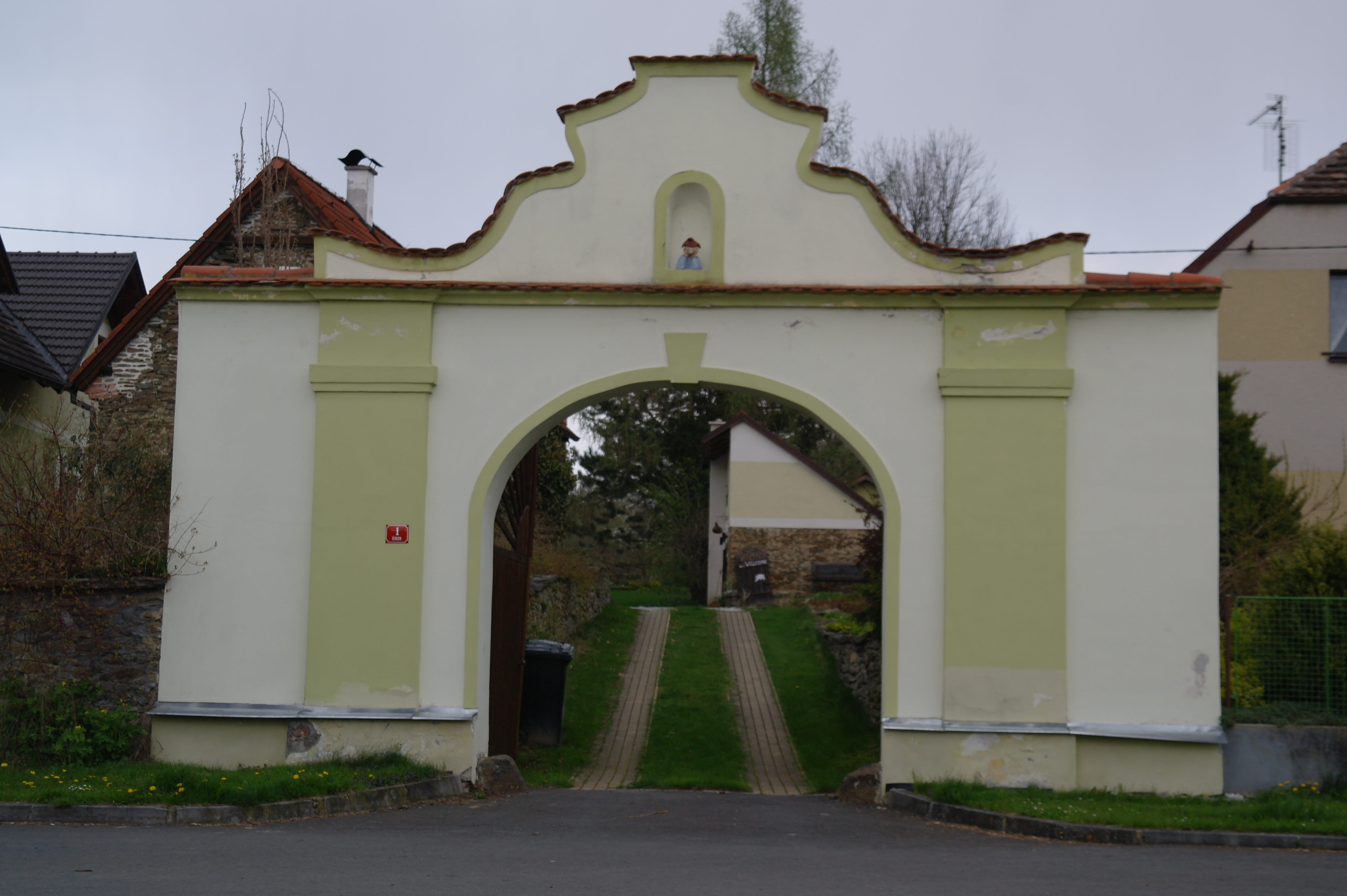
Vstupní brána jednoho z domů